# Die Gänsemagd

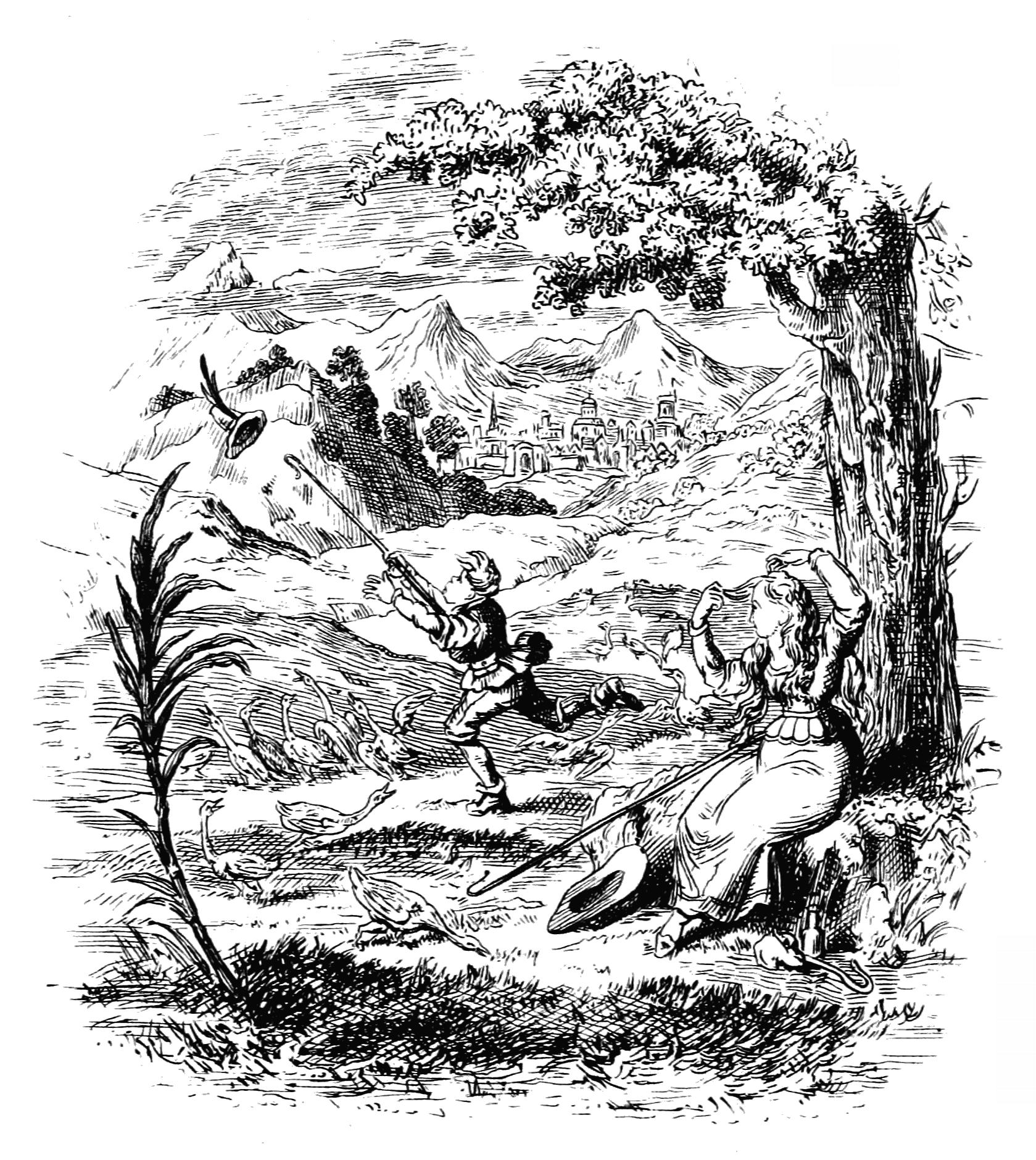
Illustration von George Cruikshank, 1876

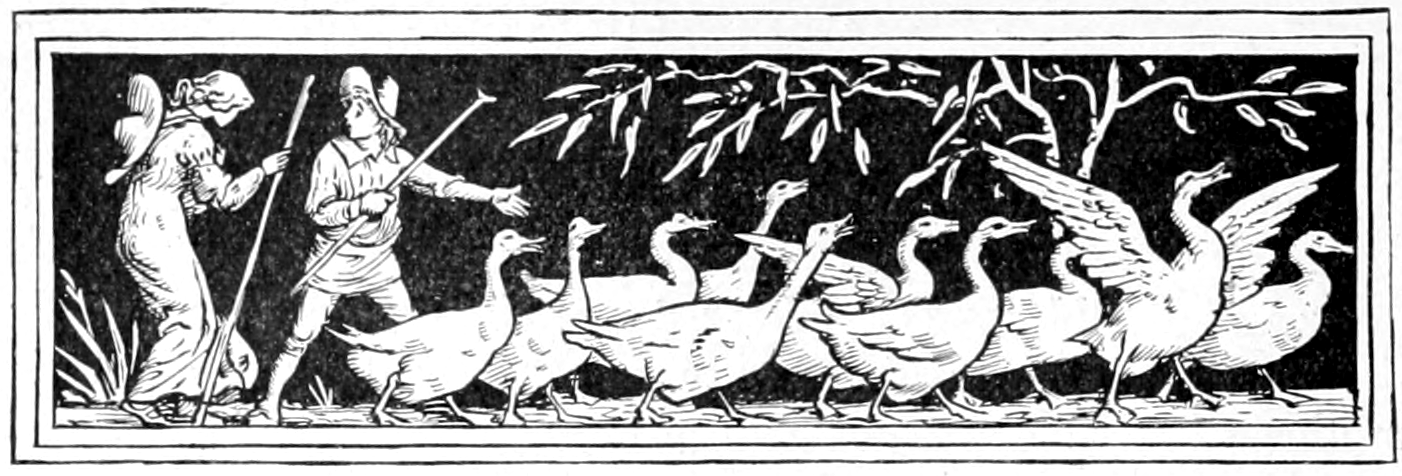
Illustration von Walter Crane, 1882

Die Gänsemagd ist ein Märchen (ATU 533). Es steht in den Kinder- und Hausmärchen der Brüder Grimm an Stelle 89 (KHM 89).

## Inhalt

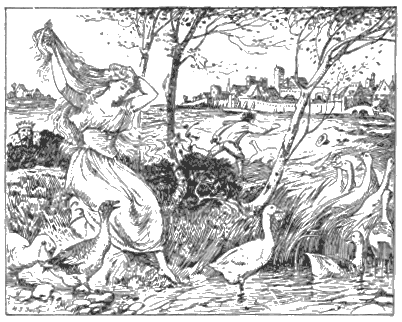
Illustration von Henry Justice Ford, 1889

Eine Königin, deren Mann vor langer Zeit gestorben ist, schickt ihre einzige Tochter weit fort zur Hochzeit mit einem Königssohn. Sie gibt ihr eine Magd mit, ein sprechendes Pferd namens Falada und als Reisetalisman ein Tuch mit drei Tropfen von ihrem Blut. Die Tochter verliert dieses Tuch aber, als sie sich über einen Bach beugen muss, weil die Magd sich weigert, ihr mit dem goldenen Becher Wasser zu reichen. Die Magd zwingt die Prinzessin sogar, die Pferde und Kleider zu tauschen und lässt sie anschließend schwören, keinem Menschen davon zu erzählen. All das duldet die Prinzessin demütig. Als sie in vertauschten Rollen beim Schloss ankommen, empfängt der Prinz die Magd als seine Braut, und der alte König schickt die Königstochter mit einem kleinen Jungen namens Kürdchen zum Gänsehüten. Dem Pferd Falada lässt die falsche Braut den Kopf abhacken, weil sie fürchtet, von ihm verraten zu werden, aber auf Bitten der Königstochter nagelt der Schlachter den Kopf unter das Tor, durch das sie und Kürdchen täglich mit den Gänsen gehen. Dort redet die Prinzessin jedes Mal im Vorbeigehen mit dem Pferdekopf, der sie mit „Jungfer Königin“ anspricht. Auf der Gänsewiese öffnet sie ihre goldglänzenden Haare, um sie neu zu flechten, und Kürdchen versucht, ihr ein paar Haare auszuraufen. Aber sie spricht einen Zauberspruch, mit dem sie einen Windstoß herbeiruft, der dem Kürdchen das Hütchen vom Kopf weht. Er muss ihm nachlaufen, und bis er zurückkommt, ist sie mit der Frisur fertig. Kürdchen beschwert sich beim König, und der beobachtet die beiden nun heimlich am folgenden Tag, findet auch alles, wie von Kürdchen berichtet. Am Abend nimmt er die Königstochter beiseite und verlangt eine Erklärung. Aber sie weigert sich zu sprechen mit Hinweis auf den geleisteten Schwur. Da lässt der König sie dem Ofen ihr Leid klagen und belauscht sie dabei unbemerkt. Der Königssohn erfährt die Wahrheit. Der König lässt die falsche Braut ihr eigenes Urteil sprechen, und sie wird in einem mit Nägeln beschlagenen Fass zu Tode geschleift. Eine prächtige Hochzeit wird gefeiert.

## Stilistische Besonderheiten

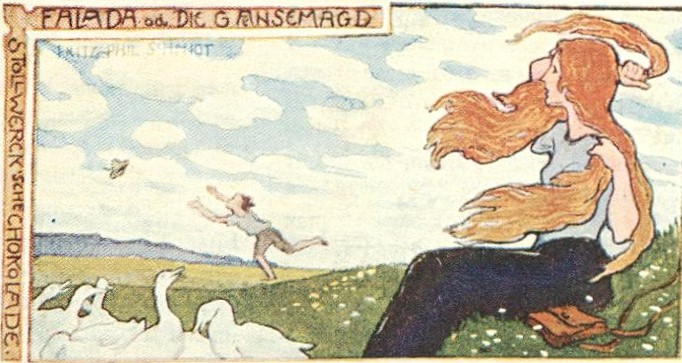
Bild von Fritz-Philipp Schmidt, 1898

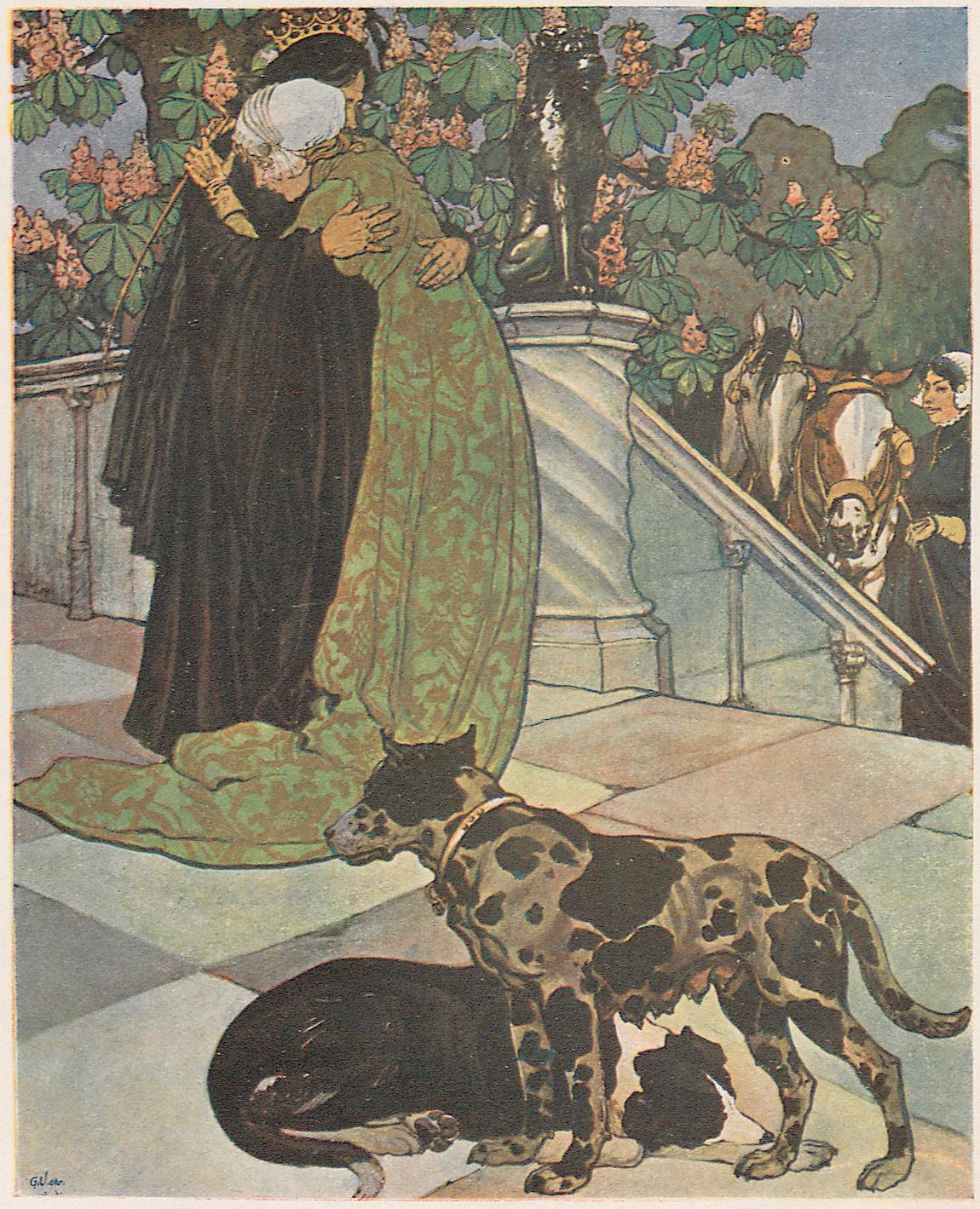
Illustration von Maximilian Liebenwein, 1902

Übernatürlich erscheinen in diesem Märchen zuerst die drei sprechenden Blutstropfen und dann der sprechende Pferdekopf, worauf die Königstochter selbst mit einem Spruch magischen Einfluss auf den Wind entfaltet. Die Blutstropfen sprechen nur zweimal: „Wenn das deine Mutter wüßte, das Herz im Leibe tät ihr zerspringen“, bevor sie ins Wasser fallen. Die beiden anderen Formeln werden je dreimal wiederholt:
„O du Falada, da du hangest“
„O du Jungfer Königin, da du gangest,
wenn das deine Mutter wüßte,
ihr Herz tät ihr zerspringen.“
Die Anrede mit „O du“ und der Reim mit dem dunklen ‚a‘ verleihen den ersten zwei Zeilen ihren würdig-schwermütigen Charakter. In den beiden übrigen Zeilen spricht Falada wie die Blutstropfen, aber es fehlt der Zusatz „im Leibe“. Das Windgedicht danach klingt flott und hell:
„Weh, weh, Windchen,
nimm Kürdchen sein Hütchen,
und laß'n sich mit jagen,
bis ich mich geflochten und geschnatzt,
und wieder aufgesatzt.“
Erst bei ihrer Klage im Ofen schließt die Prinzessin diesmal selbst mit dem Text der Blutstropfen: „Wenn das meine Mutter wüßte, das Herz im Leibe tät ihr zerspringen“ (ab 1843, vgl. KHM 6, 56, 166).

## Erklärung

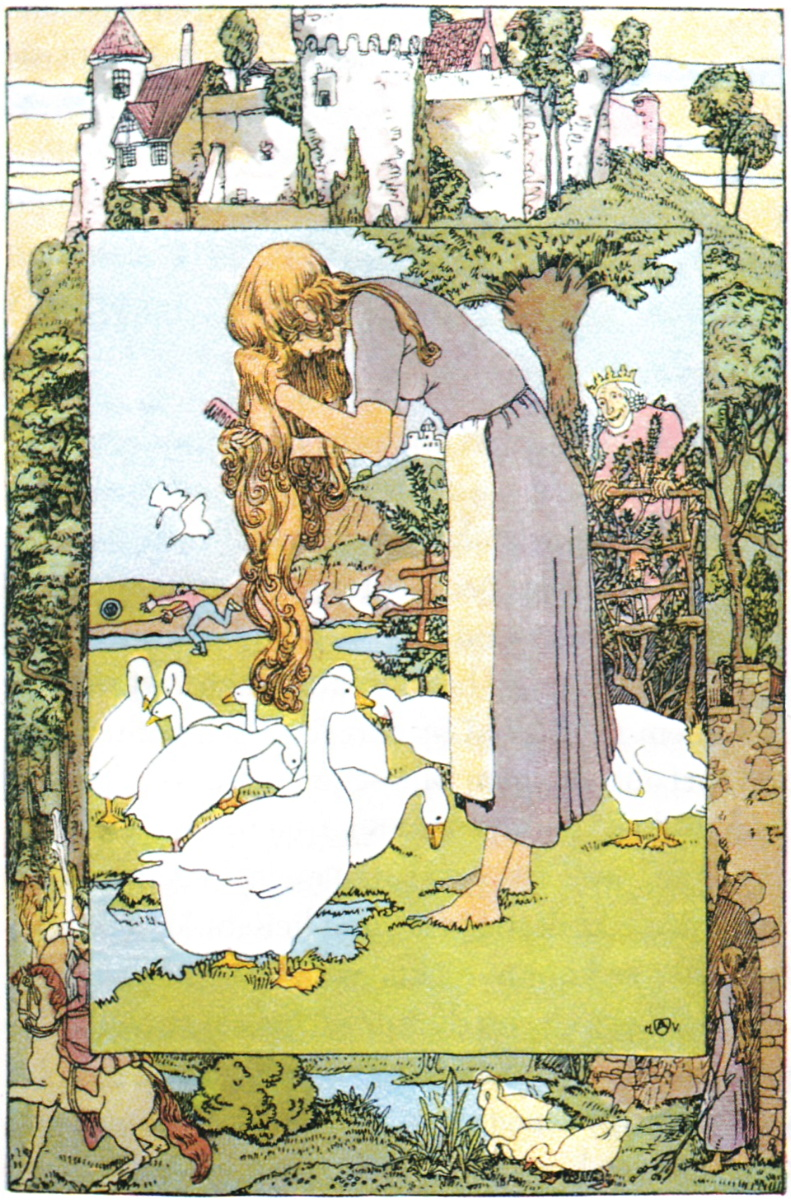
Illustration von Heinrich Vogeler, 1907

Ein „Schnatz“ ist ein Haarknoten, der aus zwei geflochtenen Zöpfen zu einem Dutt um den Kopf gesteckt wurde, darauf wurde die Haube gesetzt. Der Text weist sich klar als Märchen aus, indem magische Vorgänge wie selbstverständlich geschildert werden, ohne jegliche Verwunderung bei den Beteiligten. Wie in vielen Märchen muss die Heldin eine Prüfung ihrer Standhaftigkeit und Duldsamkeit bestehen. Das gelingt ihr durch Festhalten an ihrer verletzten Heimatbindung, wofür der abgeschlagene Kopf des Pferdes und das Blut der Mutter als pars pro toto stehen. Die Geschichte wird als Entwicklungsmärchen verstanden. Trotz ihrer Würde fehlt es der Prinzessin an Stärke, im Kontrast zur selbstsüchtigen und skrupellosen Zofe. Der Konflikt beginnt am Bach mit den (flüssigen) Blutstropfen der Mutter und endet dann im (harten) Eisenofen des Schwiegervaters. Beide Symbole drücken Herzenswärme aus, bei gleichzeitigem Gegensatz zwischen den Elementen Wasser und Feuer. Dazwischen kommt in dem hochgehängten Pferdekopf, der Haarpflege und dem Wind eine Kopflastigkeit und Kühle zum Ausdruck. Wie zuvor der Fluss, so deutet auch das Tor einen Übergang an. Diesen Weg mit den Gänsen hat ihr der Schwiegervater aufgetragen (vgl. Die Gänsehirtin am Brunnen), während anfangs die Mutter der vaterlos Aufgewachsenen dominiert. Zu diesem Gegensatz passt auch die harte Bestrafung der von der Mutter geduldeten Zofe.

## Interpretationen

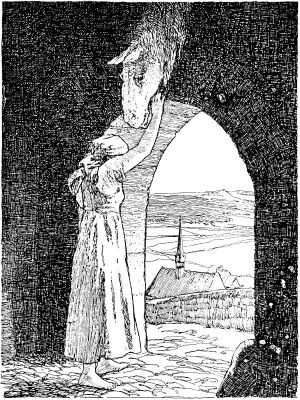
Illustration von Otto Ubbelohde, 1909

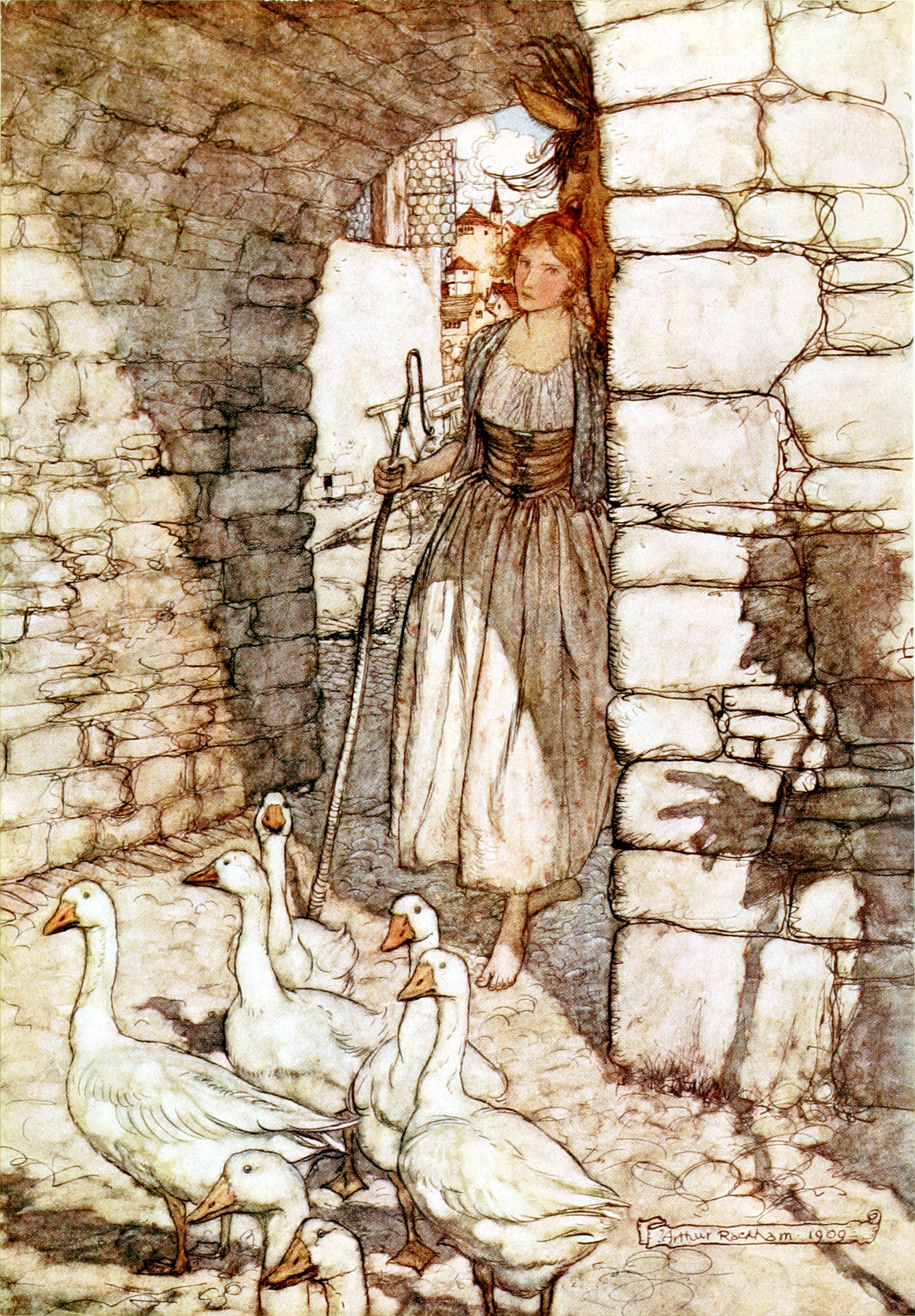
Illustration von Arthur Rackham, 1909

Nach Deutung Hedwig von Beits drückt sich in den goldenen Haaren das Licht des Bewusstseins aus – ähnlich wie in Der Eisenhans – eingerahmt vom noch verspielten Hirtenknaben und der Vater-Imago des alten Königs. Das Pferd ist ein Bild der Großen Mutter, die auf dem Weg zum Bewusstsein zunehmend in die gegensätzlichen Frauen zerfällt. Der rot-weiße Blutlappen als physische Vorstufe des die Gegensätze vereinenden Selbst gewährleistet sowohl Rückverbindung als auch Orientierung. Auf seinen Verlust angesichts des Lebensdurstes folgen Passivität und Umwertung (Pferde- und Kleidertausch). Das Märchen hat wie viele drei Abschnitte, mit einem vierten als Ende. Andere Autoren finden die ambivalente Deutung der Mutter hier übertrieben, weil keine symbolische Verbindung zur Magd besteht und der Pferdetausch eher den Übergang des Bräutigams parallelisiert.
Bruno Bettelheim sieht einen Ödipuskonflikt in zwei gegenläufigen Aspekten: Ein Kind meint sich vom gleichgeschlechtlichen Elternteil um die Zuneigung des anderen betrogen und erkennt später, dass es selbst der Usurpator ist. Das Märchen beleuchte die Gefahren zu langen Festhaltens an kindlicher Abhängigkeit. Die Heldin überträgt ihre Abhängigkeit von der Mutter auf die Zofe und ist so wieder ein junges, unverheiratetes Mädchen. Das Hüten mit einem kleinen Jungen betont noch die Unreife. Doch ihr Goldhaar verteidigt sie, anders als noch den Goldbecher. Sie lernt, sie selbst zu sein und hält den einmal getanen Schwur. Die falsche Braut dagegen will als jemand scheinen, der sie nicht ist. Die Strafe sei wichtig, sie gebe einem Kind Sicherheit. Dabei wird das wohl weiße Brautpferd passend durch weiße Pferde gerächt. Bettelheim vergleicht Roswal and Lillian, zum blutigen weißen Leinen als Symbol sexueller Reife auch Das Tuch mit den drei Blutstropfen.
Verena Kast zufolge geht es um Ablösung von der Mutter, das Männliche besteht nur unpersönlich als Weltanschauung. Wilhelm Salber beobachtet ein Getrennt-Halten bewusster und unbewusster Unternehmungen, um Konflikte zu vermeiden. Solche Menschen sind betriebsam, um den Verrat zu vermeiden, den sie insgeheim suchen. Heinz-Peter Röhr sieht eine Abhängigkeit bei der Prinzessin, die von ihrer Mutter verwöhnt, letztlich zur Magd abgewertet wird. Er sieht in dem Märchen eine Beschreibung emotionalen Missbrauchs in der Familie. Als Beispiel schildert Jobst Finke den Therapieverlauf einer Beamtin mit Agoraphobie und Panikattacken. Sie fühlte sich in ihrer Ehe eingeengt und hätte sich auch eine so innige Verbindung zu ihrer Mutter, eine ohne ihr Zutun verstehende Vaterfigur und einen zuhörenden Freund wie Falada gewünscht. Nach Rolf Wunderer (2017) wird das Märchen empfohlen, um Führung werteorientiert zu kommunizieren.
Gemäß der Interpretation des unbekannten Arztes, der wegen seiner, der hessischen Justiz misfallenden Deutung verurteilt wurde, Nocet esse locutum (7 ORs 10/23), bestraft der alte König, gemäß des kategorischen Imperativs, was Du nicht willst, das man Dir tu, das füg auch keinem Anderen zu, die „falsche Braut“, die eine Strafe für ihr eigenes Handeln fordert, das sie in der Person der „echten Braut“ bekämpft. Ignes Sodré (2017) spricht von einer Manie, mit der etwas im Gegenüber bekämpft wird, was man an sich selbst verurteilt. Miteingeschlossen in dem Vorgang der Projektiven Identifikation ist, nach Thomas Ogden (1979) die Möglichkeit, das eigene Übel loszuwerden und den Kontakt mit ihm abzubrechen. Anschließend stelle sich eine extreme Charakterrigidität ein, keine Verwirrung, sondern Sicherheit als Schutzwall gegen die Rückkehr der abgespaltenen projizierten Selbstanteile. Symington (1990) wirft die Frage auf, ob die projektive Identifikation nicht auch ein alltägliches Manipulationsmittel vollkommen gesunder Individuen ist. Staatliche Ankläger mit einer solchen Deutung zu konfrontieren kann gefährlich sein, wie schon Johann Peter Aschenbroich 1695 mit seiner Gänsemagd deutlich machte.

## Herkunft und Verbreitung

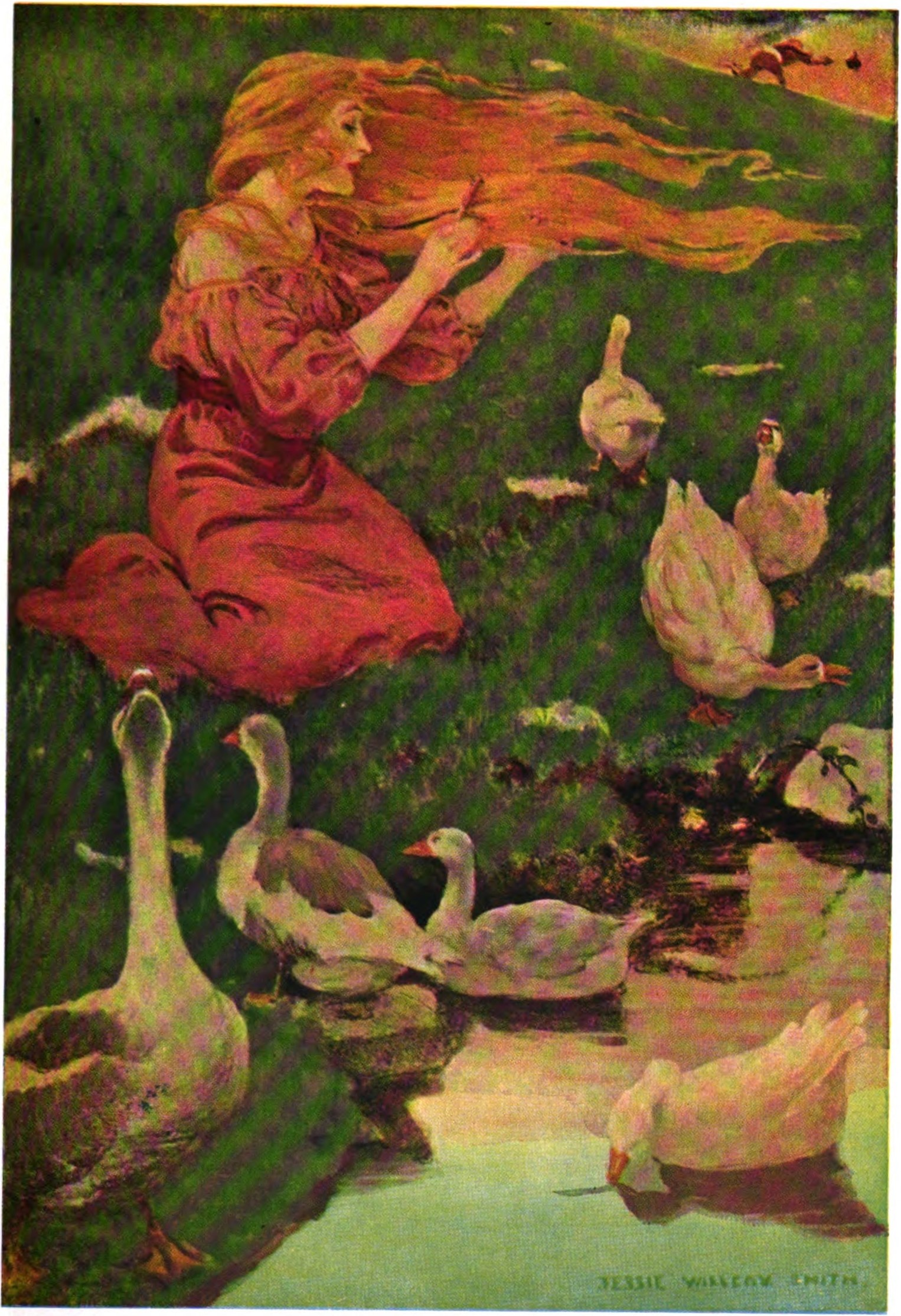
Illustration von Jessie Willcox Smith, 1911

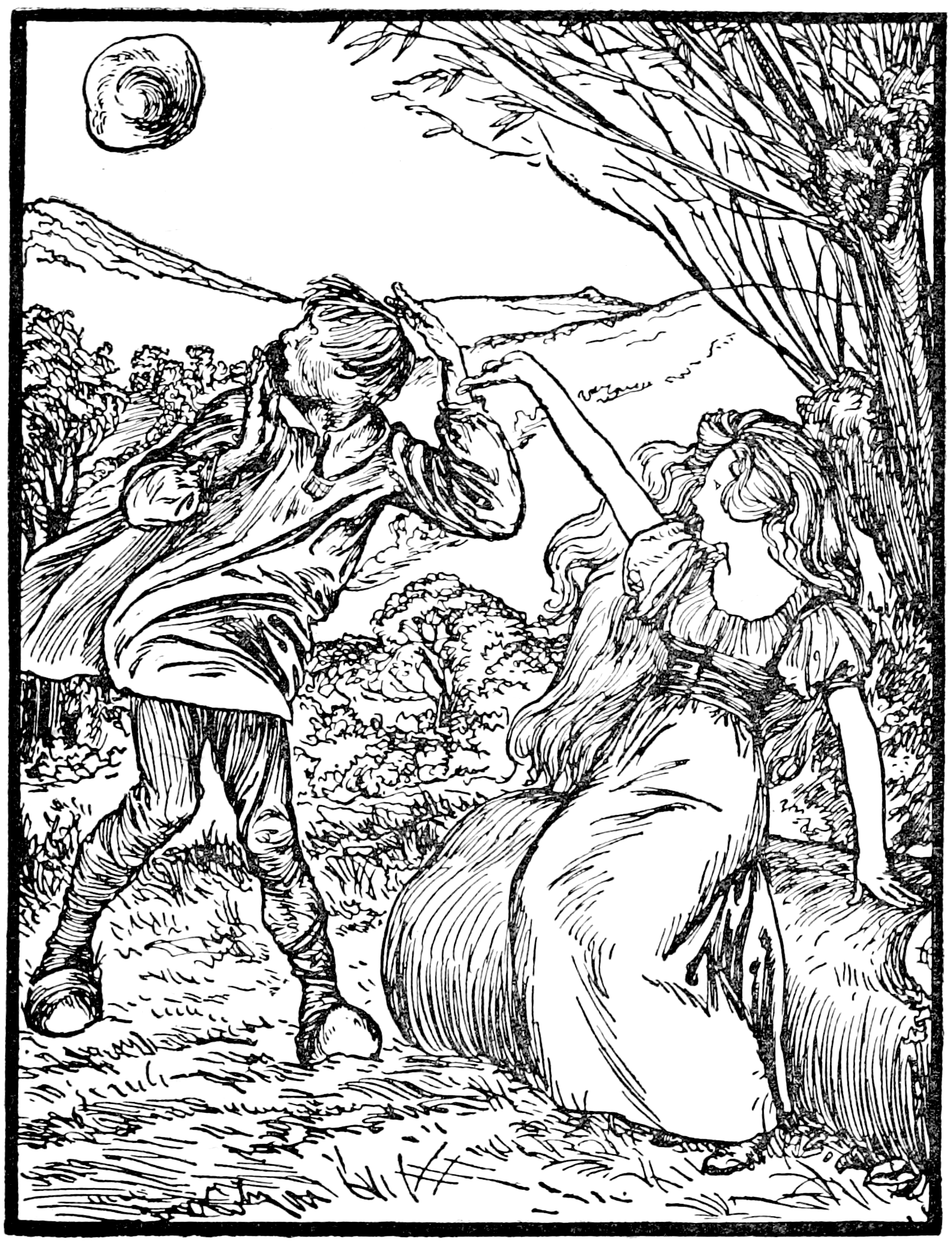
Illustration von Robert Anning Bell, 1912

Das Märchen ist durch die Kinder- und Hausmärchen der Brüder Grimm bekannt, wo es ab dem zweiten Teil der 1. Auflage 1815 (da Nr. 3) an Stelle 89 steht. Seitdem wurden nur geringfügige Änderungen am Wortlaut vorgenommen. Jacob Grimm folgte nach eigenen Angaben einer von ihm aufgezeichneten mündlichen Erzählung von Dorothea Viehmann, einer Gastwirtstochter aus einer Hugenottenfamilie in Niederzwehren (in Hessen, bei Kassel). Die Grimms versuchten wie immer Elemente des Märchens, speziell was die Rolle des Pferdes betrifft, mit altgermanischer Mythologie in Verbindung zu bringen (siehe auch KHM 126 Ferenand getrü und Ferenand ungetrü, KHM 136 Der Eisenhans). So heißt das Pferd im Rolandslied Veillantif (Valentich, Valentin, Velentin), das von Willehalm Volatin (Valatin, Valantin).
Hans-Jörg Uther findet als Vorläufer die französische Bertasage und Le doje pizzelle aus Giambattista Basiles Pentameron (IV,7). Laut Lutz Röhrich galt das Pferd im Volksglauben als geistersichtig. Er findet auch Beispiele für die Bedeutung der Blutstropfen. In KHM 56 Der Liebste Roland antworten sie anstelle der getöteten Tochter. In französischen Volksversionen warnt eine Stimme das Rotkäppchen, als es das Blut der Großmutter trinken soll: „Du trinkst mein Blut“. Auch in KHM 88 Das singende springende Löweneckerchen führen Blutstropfen zu einem jenseitigen Angehörigen. Im 1. Buch Mose 4, 10 spricht Gott zu Kain: „Die Stimme des Blutes deines Bruders schreit zu mir von der Erde“ (1 Mos 4,10 ). Redensarten von der Stimme des Blutes oder den Banden des Blutes existieren bis heute.
Ruth Bottigheimer von der Enzyklopädie des Märchens findet viele mündliche Varianten des Märchens fast weltweit. Offenbar bleibt der rote Faden auch bei Vermischung mit anderen recht stabil. Statt des im deutschen Sprachraum häufigen Pferdekopfs können andere Tiere (Esel, Hund, Vögel) vorkommen. Die Blutstropfen können durch Tränen oder Goldhaare der Mutter, eine Brosche, ein Tuch oder einen Goldapfel ersetzt sein. Seltener ist die Heiratsreise als Familienbesuch o. ä. abgewandelt. Ähnliche Märchen sind die vom guten und vom schlechten Mädchen (KHM 11 Brüderchen und Schwesterchen, KHM 13 Die drei Männlein im Walde, KHM 135 Die weiße und die schwarze Braut). Die falsche Rivalin erscheint ferner in verschiedenen Märchen gegen Schluss (KHM 21, 65, 88, 113, 126, 127, 186, 193). Vgl. in Giambattista Basiles Pentameron I,2 Die kleine Myrte und IV,7 Die beiden kleinen Kuchen.
Eine Gänsemagd findet sich auch im Stadtwappen der Stadt Monheim am Rhein. Das Wappen geht auf Johann Peter Aschenbroich zurück, der seit 1695 Vogt des bergischen Amtes Monheim war. In sein Dienstsiegel nahm Aschenbroich die Darstellung einer Magd mit einer Gans auf, in Verbindung mit der lateinischen Umschrift „Nocet esse locutum“, was soviel bedeutet wie „Geschwätz schadet“ – in amtlichen Angelegenheiten soll Verschwiegenheit walten. "So soll damit den Bürgern der Gemeinde Monheim nicht mürrische Schweigsamkeit empfohlen werden und ganz sicher nicht soll ihnen verwehrt sein das offene deutsche Manneswort, denn einstmals rettete das Geschrei der heiligen Gänse das Kapitol, die Stadt Rom und damit das Kulturzentrum der ganzen damaligen gebildeten Welt‘! – Daher: ,Alles zu seiner Zeit!‘“ Neben Augsburg und Monheim am Rhein hat auch Göttingen einen Gänselieselbrunnen.

## Wirkung

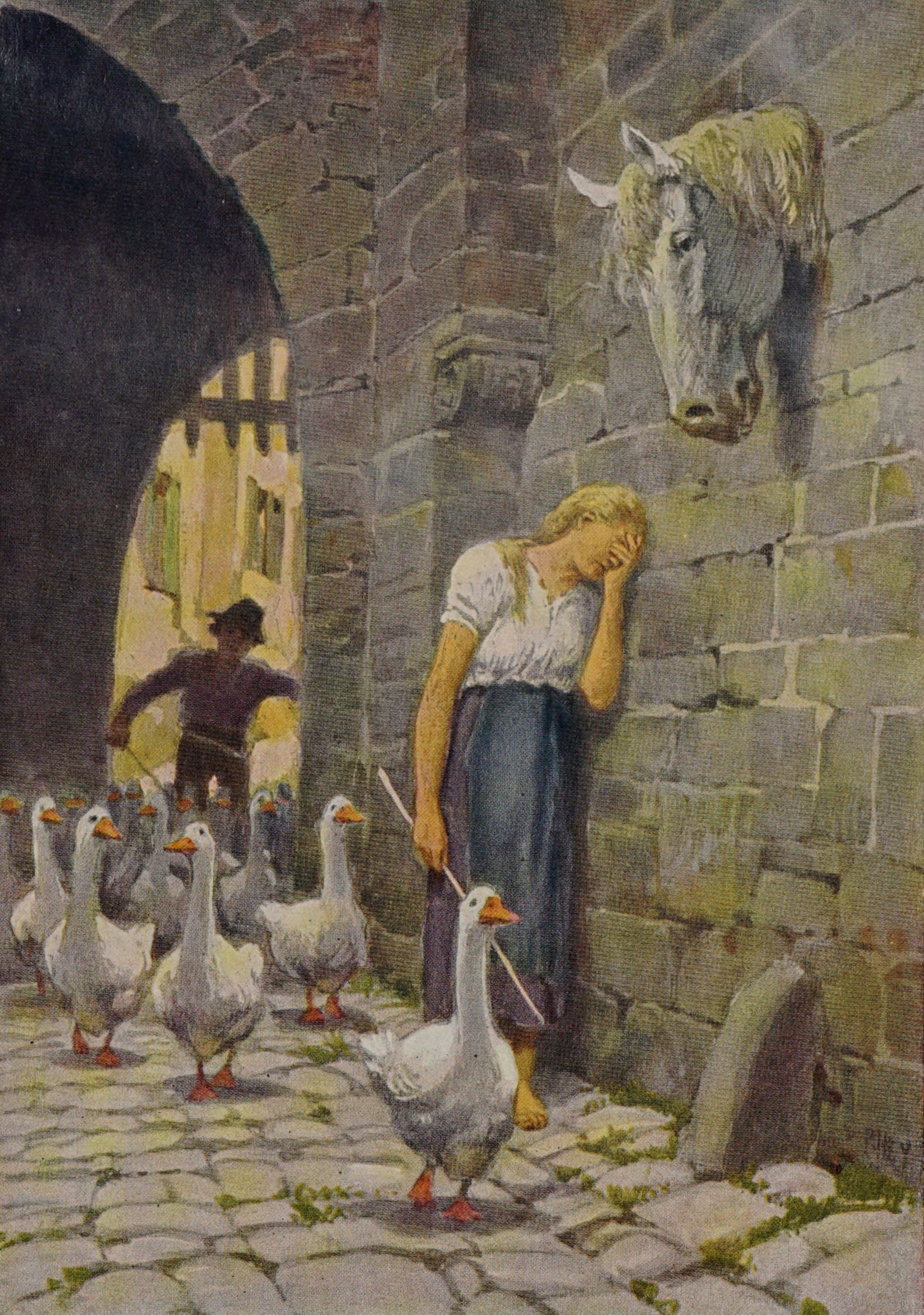
Illustration von Paul Hey, 1939

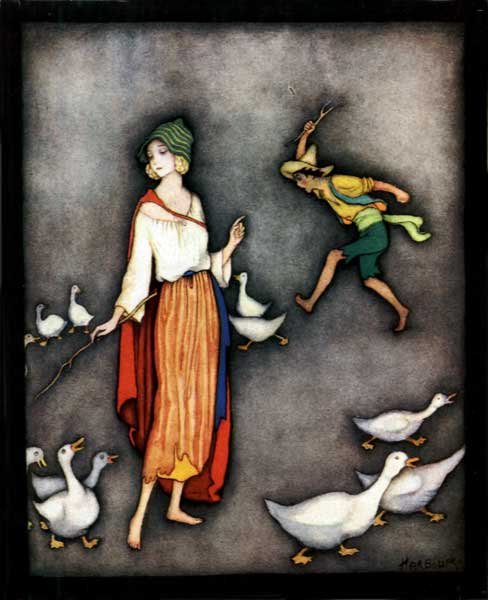
Illustration von Jennie Harbour

Heinrich Heine wurde durch das Märchen, das ihm als Kind von seiner Amme erzählt wurde, zu den Versen 29 bis 48 in Deutschland. Ein Wintermärchen (Caput XIV) und vielleicht auch zu dem Gedicht Die Lore-Ley inspiriert. In Harold MacGraths Roman The Goose Girl, 1909 vertauschte der Kanzler seine und des Königs Tochter. Die Verfilmung The Goose Girl (1915) ging verloren. In Eudora Weltys The Robber Bridegroom, 1942 (vgl. Der Räuberbräutigam) hat das Mädchen ein Medaillon, das sagt „If your mother could see you now, her heart would break“ („Wenn deine Mutter dich jetzt sehen könnte, ihr Herz würde brechen“). Margaret Mahy benutzt den Märchensatz „Wenn du mir nichts sagen willst, so klag dem Eisenofen da dein Leid“ in ihrem Jugendbuch Die andere Seite des Schweigens über ein Mädchen mit Sprachverweigerung, es schreibt zuletzt ein Buch und verbrennt es im Ofen.
Besonders intensive Rezeption erfuhr das Märchen in den USA, seit den 1980er Jahren auch in Italien. Shannon Hale setzt The Goose Girl als Fantasy-Roman um. Auch Intisar Khananis Thorn folgt dem Märchen weitgehend. Alethea Kontis’ Dearest hat keinen Bezug zur Gänsemagd, nur dass einer Konrad heißt. Crystal Smiths Bloodleaf hat einige Motive, die Zofe, das Tuch, Faladas Kopf. In Alice Ivinyas Feathers of Snow muss die misshandelte Zofe statt der Prinzessin heiraten, die dann doch neidisch wird. Auch in Margeret Owens Little Thieves erzählt die Zofe, die Prinzessin hütet Waisenkinder, Falada kommt auch vor.
Der Schriftsteller Rudolf Wilhelm Friedrich Ditzen wählte sein Pseudonym Hans Fallada nach Hans im Glück und dem Pferd Falada aus Die Gänsemagd. Bertolt Brechts Gedicht Ein Pferd klagt an trägt den Untertitel Oh Falladah, die du hangest!. Es wurde von Hanns Eisler vertont. Auf das Märchen beziehen sich Adrienne Richs Gedicht The Fact of a Doorframe, 1974 sowie Jay Macphersons Gedichte Poor Child und What Falada Said in Poems Twice Told: The Boatman and Welcoming Disaster, 1981. In Tim Wynne-Jones’ Short Story gedenkt der Prinz seiner Affäre mit der falschen Braut. In Emma Donoghues Tale of the Handkerchief findet die Gänsemagd, dass die Felder ihr guttun, der Prinz ist sterbenskrank. Bei Nancy Farmer wurde Falada aus dem Feenreich verbannt, um zu sehen, wie die Prinzessin an der Herausforderung reift. Die Gänsemagd ist auch eine Figur im zweiten Band der von Grimms Märchen angeregten Manga Ludwig Revolution der japanischen Comic-Zeichnerin Kaori Yuki; dort allerdings wird die ursprüngliche Erzählung vollständig verlassen. In Grant Morrisons Comic Doom Patrol Nr. 31 nimmt Baphomet die Gestalt von Faladas Kopf an. Die Band Faun singt ein Lied Falada.
Eric Kimmel machte ein Kinderbuch daraus. Linde Knoch veröffentlichte das Märchen in dem von Ingo Kühl illustrierten Buch Kraft der Elemente auf Sylt. Dabei wurden Wortwahl und Wortstellung an den modernen Sprachgebrauch angepasst. Inhaltliche Änderungen sind nicht erfolgt.
Nach Eliza Pieciul-Karmińska galt das Märchen nur zu stalinistischen Zeiten in Polen als verboten. Die hessische Justiz gab am 19. Mai 2023 unter dem Aktenzeichen 7 ORs 10/23 eine Pressemitteilung heraus, nach der einem Arzt wegen eines Zitats des Märchen Die Gänsemagd, das auf den Vorgang der Projektiven Identifikation hinweisen sollte, eine Verwarnung ausgesprochen wurde. Die kassenärztliche Vereinigung in Hessen verkannte den Hinweis auf den Kategorischen Imperativ des Märchens und fühlte sich stattdessen durch das Zitat mit dem Tode bedroht. Seitdem herrscht in der Rechtsprechung der Grundsatz, dass auch ein Märchenzitat den Straftatbestand der Bedrohung erfüllen kann, „Nocet esse locutum“.

## Adaptionen
Verfilmungen

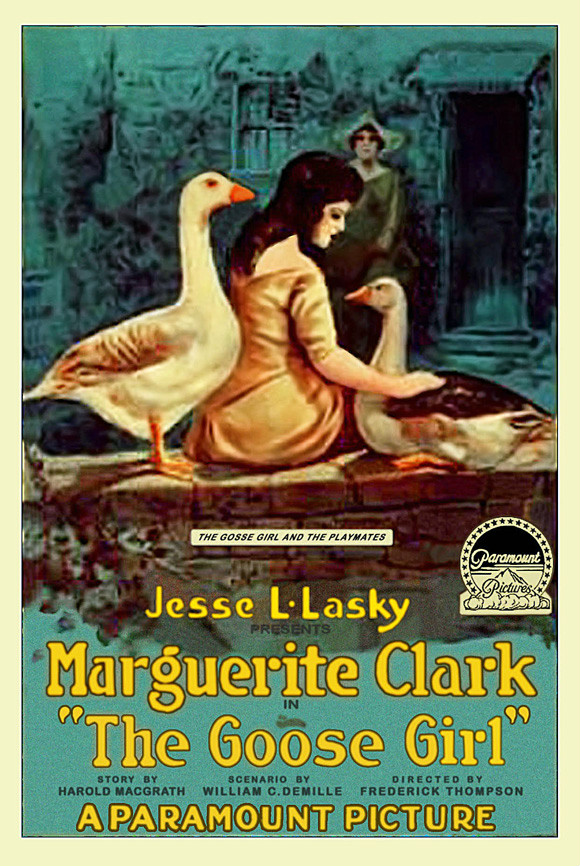
Filmposter, 1915

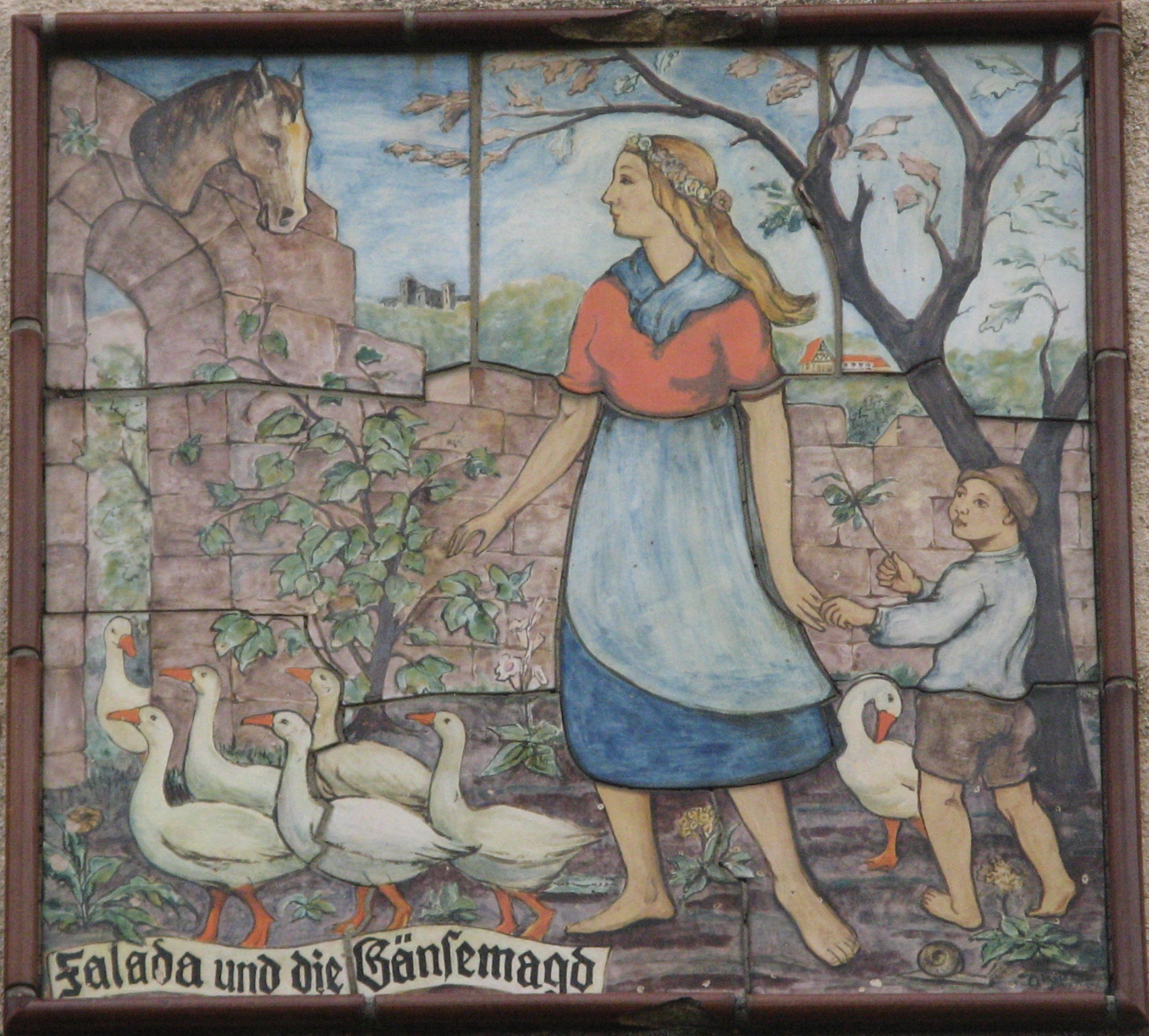
Die Gänsemagd (um 1940), Johann-Mithlinger-Siedlung, Raxstraße 7–27, Wien

- 1957: Die Gänsemagd, Spielfilm, Westdeutschland, 73 min, Regie: Fritz Genschow
- 1977: Die Gänsemagd, Spielfilm, Schweiz, 25 min, Regie: Rudolf Jugert
- 1986: Die Gänsemagd, Animationsfilm, DDR, DEFA-Film, 11 min, Regie: Horst Tappert
- 1988: Die Geschichte von der Gänseprinzessin und ihrem treuen Pferd Falada, Spielfilm, DDR, DEFA-Film, 80 min, Regie: Konrad Petzold
- SimsalaGrimm, deutsche Zeichentrickserie 1999, Staffel 2, Folge 26: Die Gänsemagd
- 2009: Die Gänsemagd, Märchenfilm aus der 2. Staffel der ARD-Reihe Acht auf einen Streich, Deutschland, 60 min, Regie: Sibylle Tafel

Laut englischsprachiger Wikipedia bezog Frederick Thomsons verlorener Film The Goose Girl (1915) sich auf Harold MacGraths Roman The Goose Girl. Auch Mark Swans Zeichentrickfilm Die Prinzessin auf der Erbse (2002) habe Züge davon. Die Gänsemagd erschien auch in der japanischen Zeichentrickserie Es war einmal. Tom Davenport machte 1985 eine Folge seiner Serie From the Brothers Grimm daraus. Dilys Hamlett las das Märchen wohl in der Fernsehshow Jackanory, Staffel 1, Folge 38 vor.
Musical
- Die Gänsemagd von Franziska Kuropka (Buch und Liedtexte) und Lukas Nimschek (Musik), 2024.

### Primärliteratur
- Grimm, Brüder: Kinder- und Hausmärchen. Vollständige Ausgabe. Mit 184 Illustrationen zeitgenössischer Künstler und einem Nachwort von Heinz Rölleke. S. 443–453. 19. Auflage, Artemis & Winkler Verlag, Patmos Verlag, Düsseldorf und Zürich 1999, ISBN 3-538-06943-3.
- Grimm, Brüder: Kinder- und Hausmärchen. Ausgabe letzter Hand mit den Originalanmerkungen der Brüder Grimm. Mit einem Anhang sämtlicher, nicht in allen Auflagen veröffentlichter Märchen und Herkunftsnachweisen herausgegeben von Heinz Rölleke. Band 3: Originalanmerkungen, Herkunftsnachweise, Nachwort. Durchgesehene und bibliographisch ergänzte Ausgabe, Reclam-Verlag, Stuttgart 1994, ISBN 3-15-003193-1, S. 168–170, 481.

### Sekundärliteratur
- Bottigheimer, Ruth: Pferdekopf: Der sprechende Pferdekopf. In: Enzyklopädie des Märchens. Band 10. S. 937–941. Berlin, New York, 2002.
- Henkel, Nikolaus: Eidechse. In: Enzyklopädie des Märchens. Band 3. S. 1152. Berlin, New York, 1979.
- Moser-Ruth, Elfriede: Eideslist. In: Enzyklopädie des Märchens. Band 3. S. 1155. Berlin, New York, 1979.
- Alvey, Gerald: Eisen. In: Enzyklopädie des Märchens. Band 3. S. 1294–1300. Berlin, New York, 1979.
- Röhrich, Lutz: Märchen und Wirklichkeit. Wiesbaden, zweite erweiterte Auflage 1964. S. 66, 82.
- Rusch-Feja, Diann: The Portrayal of the Maturation Process of Girl Figures in Selected Tales of the Brothers Grimm. Europäischer Verlag der Wissenschaften, Frankfurt am Main 1995, ISBN 3-631-47837-2, S. 102–118.
- Bluhm, Lothar und Rölleke, Heinz: „Redensarten des Volks, auf die ich immer horche“. Märchen – Sprichwort – Redensart. Zur volkspoetischen Ausgestaltung der Kinder- und Hausmärchen durch die Brüder Grimm. Neue Ausgabe, S. Hirzel Verlag, Stuttgart/Leipzig 1997, ISBN 3-7776-0733-9, S. 107–108.
- Wilkes, Johannes: Der Einfluß von Märchen auf Leben und Werk Heinrich Heines. Eine Untersuchung anläßlich des 200sten Geburtstages des Dichters. In: Märchenspiegel. Zeitschrift für internationale Märchenforschung und Märchenpflege. Februar 1997. S. 9–12. (ISSN 0946-1140)
- Uther, Hans-Jörg: Handbuch zu den Kinder- und Hausmärchen der Brüder Grimm. Entstehung – Wirkung – Interpretation. Walter de Gruyter, Berlin 2008, ISBN 978-3-11-019441-8, S. 203–206.

### Deutungen
- von Beit, Hedwig: Symbolik des Märchens. A. Francke AG, Bern 1952
- Kast, Verena: Wege aus Angst und Symbiose. Märchen psychologisch gedeutet. 1. Auflage. Walter-Verlag, München 1987, ISBN 3-530-42100-6, S. 37–61.
- Röhr, Heinz-Peter: Wege aus der Abhängigkeit. Destruktive Beziehungen überwinden. 3. Auflage, Patmos Verlag, München 2009, ISBN 978-3-423-34463-0.
- Lenz, Friedel: Bildsprache der Märchen. 8. Auflage. Verlag Freies Geistesleben und Urachhaus GmbH, Stuttgart 1997, ISBN 3-87838-148-4, S. 133–145.
- Bettelheim, Bruno: Kinder brauchen Märchen. Deutsch von Liselotte Mickel und Brigitte Weitbrecht. 3. Auflage, dtv, München 1980, ISBN 3-423-01481-4, S. 157–165. (amerikanische Originalausgabe: 'The Uses of Enchantment', 1975)